# Ardices fuscinula
Ardices fuscinula là một loài bướm đêm thuộc phân họ Arctiinae, họ Erebidae.